# Радулов, Александр Валерьевич
Алекса́ндр Вале́рьевич Раду́лов (род. 5 июля 1986, Нижний Тагил, Свердловская область) — российский хоккеист, нападающий клуба КХЛ «Локомотив». Двукратный чемпион мира 2008 и 2009 (автор победной шайбы в финале чемпионата мира 2009 года). Обладатель Кубка Гагарина 2011 года в составе «Салавата Юлаева» и Кубка Гагарина 2025 года в составе «Локомотива». Заслуженный мастер спорта России (2009).

## Карьера

### Юниорская карьера
Александр родился 5 июля 1986 года и провёл своё детство в Нижнем Тагиле. С юных лет он был очень активным ребёнком, поэтому родители решили отдать сына в хоккейную секцию. Также огромное влияние на Александра оказал его старший брат, Игорь Радулов, который тоже является профессиональным хоккеистом. Первым тренером будущего чемпиона стал Александр Вейнгардт, именно он заметил огромный потенциал в мальчике. Временно учился в спортинтернате Ярославля вместе с братом Игорем. Дебютировал в чемпионате России в сезоне 2003/2004, выступая за тверской ТХК.
В возрасте 16 лет Радулов вошёл в состав московского клуба «Динамо». В течение двух лет начинающий спортсмен практиковался во втором составе команды. В сезоне 2003/04 года Александр дебютировал в высшей лиге, он всего лишь один раз за сезон выходил на лёд, но это не помешало ему оставить о себе положительное впечатление — уже тогда Радулова принимали как одного из лучших хоккеистов команды.
В 2004 году Радулов был задрафтован командой канадской юниорской лиги QMJHL «Квебек Ремпартс». В сезоне 2004/2005 стал третьим бомбардиром клуба с 75 очками в 65 матчах. На следующий сезон вместе с Анджело Эспозито составил один из самых сильных атакующих дуэтов лиги. 28 октября 2005 года в матче с «Драммондвилл Вольтижерс» (11:3) Радулов установил рекорд клуба по результативности, оформил гекса-трик (6 голов) и набрав 7 очков за игру. 19 марта 2006 года в матче с «Римуски Океаник» (16:3) он побил свой рекорд, оформил септа-трик (7 голов) и сделав 4 передачи. Со своим клубом он стал финалистом плей-офф (Президентского кубка) и обладателем Мемориального кубка. Радулов стал лучшим бомбардиром регулярного сезона — 152 очка (61+91, рекорд клуба по каждому из показателей) и плей-офф — 55 очков (21+34, рекорд клуба и второй результат в истории лиги). Кроме того, он стал лучшим бомбардиром Мемориального кубка. В сезоне 2005/2006 он установил ещё один клубный рекорд — набирал очки в 50 матчах подряд. Это второй результат в истории лиги после Марио Лемьё (62).

### Начало карьеры в НХЛ
В середине 2004 года Радулов решил перебраться в НХЛ. На драфте его выбрал клуб «Нэшвилл Предаторз» под 15 номером. На родине на этот момент хоккеист имел звание победителя чемпионата мира среди юниоров и одного из лучших бомбардиров страны. Сезон 2006/07 начал в фарм-клубе «Нэшвилла» — «Милуоки Эдмиралс» (набрав 18 очков в 11 матчах). 21 октября 2006 года дебютировал в основном составе «Нэшвилла». В своём первом сезоне в НХЛ сыграл 64 матча и набрал 37 очков (18+19). В следующем сезоне Радулов появлялся на площадке гораздо чаще, приняв участие во всех (за исключением одного) матчах регулярного сезона, набрав в общей сумме 58 очков (26+32).

### Успехи в КХЛ
В 2008 году подписал соглашение с клубом «Салават Юлаев» при действующем контракте с «Нэшвиллом», этот переход вызвал большой скандал между НХЛ и КХЛ. IIHF критически оценила поведение Радулова, однако никаких санкций к игроку и клубу не применила, поскольку стороны контракта выступали в разных лигах. Инцидент стал поводом для заключения в 2010 году меморандума об уважении контрактов, чтобы оперативно предоставлять информацию по статусам контрактов хоккеистов и исключить возможность подписания игрока с действующим контрактом.
В КХЛ Александр практически сразу стал одним из лидеров команды, а также одним из наиболее ярких игроков лиги. Трижды подряд нападающий признавался MVP (лучшим игроком) регулярного чемпионата, дважды становился лучшим бомбардиром регулярного чемпионата и один раз лучшим бомбардиром плей-офф. В сезоне 2010/2011 «Салават Юлаев» выиграл Кубок Гагарина, а Радулов получил приз самому полезному игроку сезона с показателем полезности +27. Это стало высшим достижением нападающего в уфимской команде. Играя в «Салавате Юлаеве» в 2010 году Александр забил самый быстрый гол в истории отечественного хоккея, отличившись на 6-й секунде в матче с «Югрой».
После вылета из плей-офф «Салавата Юлаева» в сезоне 2011/12 Радулов отправился доигрывать сезон в НХЛ, где он имел обязательства перед «Нэшвиллом». В составе клуба он провёл 9 матчей в регулярном чемпионате и 8 — в серии плей-офф, набрав в сумме 13 (4+9) очков. Перед третьим матчем второго раунда Кубка Стэнли Радулов был отстранён от игр за нарушение командной дисциплины: по словам руководства «Нэшвилла», он нарушил режим комендантского часа, вернувшись в расположение команды слишком поздно. Этот инцидент вызвал большое количество критики в адрес хоккеиста со стороны североамериканских СМИ. После окончания сезона «хищники» отказались от Радулова.
2 июля 2012 года Радулов вернулся в КХЛ, подписав четырёхлетний контракт с ЦСКА. Цена трансфера за переход из «Салавата» составила 255 миллионов рублей. В составе «армейцев» Радулов стал главной звездой команды, во многом предопределившей её высокие результаты. Наиболее успешным сезоном для Александра в ЦСКА стал сезон 2014/2015, когда Радулов выиграл сразу несколько наград регулярного сезона (призы самому полезному игроку, самому ценному игроку с показателем полезности +37, приз лучшему бомбардиру), а также стал лучшим бомбардиром плей-офф. Успехи игрока в России вновь привлекли к Александру внимание клубов НХЛ.

### Возвращение в НХЛ
1 июля 2016 года подписал однолетний контракт с «Монреаль Канадиенс» на $ 5,75 млн. Набрав за сезон 54 очка, стал вторым бомбардиром команды после капитана «Монреаля» Макса Пачиоретти (67 очков). В плей-офф Радулов набрал 7 очков (2+5) в 6 матчах, но «Монреаль» вылетел уже в первом раунде, уступив «Нью-Йорк Рейнджерс» в 6 матчах.
3 июля 2017 года накануне своего 31-летия подписал 5-летний контракт с клубом «Даллас Старз» на $ 31,25 млн.
В первом же сезоне за «Даллас» стал одним из лидеров команды, чаще всего играя в тройке с Джейми Бенном и Тайлером Сегином. К перерыву на Матч всех звёзд НХЛ возглавил список бомбардиров «звёзд», набрав 48 очков (20+28) в 50 матчах. При этом результативная серия Александра составляла 9 встреч, в которых он набрал 16 очков (6+10). Всего за сезон набрал 72 очка, уступив в команде лишь Бенну и Сегину, но не смог помочь «Далласу» попасть в плей-офф.
18 ноября 2018 года российский нападающий «Далласа» Александр Радулов стал первой звездой игрового дня НХЛ. Хоккеист в игре против «Нью-Йорк Айлендерс» (6:2) набрал 3 очка (2+1). При этом россиянин забросил свою 100-ю шайбу в НХЛ.
В 2021—2022 годах, последнем по контракту с «Далласом» сезоне 35-летний россиянин провёл 71 матч за «Даллас», набрав 22 (4+18) очка при общей полезности «-20». В плей-офф Радулов принял участие в трёх матчах, не набрав результативных баллов. «Даллас» уступил «Калгари Флэймз» в серии первого раунда плей-офф НХЛ со счётом 3-4. За всю карьеру в НХЛ форвард провёл 524 матча, в которых набрал 368 (144+224) очков.

### Возвращение в КХЛ

#### Ак Барс
Летом 2022 года вернулся в Россию. В июле Александр подписал двухлетний контракт с казанским «Ак Барсом». При переходе Радулов отметил, что в Казани собралась очень хорошая команда с сильным тренерским штабом. Сезон 2022/23 форвард начал результативно: уже во второй игре чемпионата он забил в ворота своей бывшей команды — ЦСКА. 17 ноября 2022 года сделал хет-трик в ворота СКА (5:2). Этот хет-трик стал 4-м для Радулова в КХЛ. Он стал рекордсменом по времени между первым и последним хет-триком в КХЛ — 10 лет и 11 месяцев.
12 октября 2023 года забросил свою 200-ю шайбу в регулярных сезонах КХЛ, став пятым хоккеистом, достигшим этой отметки. В сезоне 2023/24 вышел на третье место по набранным очкам в регулярных сезонах КХЛ, обойдя Даниса Зарипова.
Всего за два сезона в «Ак Барсе» Радулов набрал 97 очков (41+56) в 120 матчах регулярных чемпионатов при показателе полезности +5. В плей-офф набрал 23 очка (11+12) в 28 матчах при показателей полезности +1.

#### Локомотив
6 июня 2024 года после истечения срока контракта с «Ак Барсом» Радулов за месяц до своего 38-летия подписал однолетний контракт с ярославским «Локомотивом». Дебютировал за «Локомотив» в КХЛ 3 сентября 2024 года в матче против магнитогорского «Металлурга». Первое очко набрал 9 сентября в игре против СКА (2:0), отдав передачу. 
Вместе с «Локомотивом» в сезоне 2024/2025 стал победителем регулярного чемпионата КХЛ, а также обладателем Кубка Гагарина 2025. По итогам плей-офф Радулов был признан самым ценным игроком этого розыгрыша набрав 16 очков (7+9) по системе гол + пас.

### Сборная России
Александр Радулов два раза принимал участие в чемпионате мира среди юниоров. Он стал одним из знаменитых игроков, которые принимали участие в грандиозном матче против канадцев. Также имеет титулы серебряного призёра чемпионата мира среди молодёжных команд, чемпиона мира среди юниоров и обладателя Мемориального кубка.
При Вячеславе Быкове Радулов являлся игроком основной обоймы сборной России, впервые войдя в её состав в 2007 году. В 2008 году на мировом первенстве в составе сборной он стал обладателем золотой медали, однако особой роли в той победе не сыграл (0+3 по системе гол+пас). В 2009 году завоевал второе звание чемпиона мира, причём в финальном матче с канадцами Радулов забил победную шайбу. После этого Александр принял участие в ещё двух чемпионатах мира и в двух Олимпийских играх. После ухода Быкова из сборной Радулов стал реже привлекаться к участию в сборной, а в 2016 году отказался от участия в домашнем чемпионате мира, а через год и чемпионате мира в Германии и Франции. 9 апреля 2018 года стало известно, что Радулов также пропустит чемпионат мира в Дании.

## Статистика
| Легенда | Легенда                    | Легенда | Легенда                   | Легенда | Легенда    |
| ------- | -------------------------- | ------- | ------------------------- | ------- | ---------- |
| И       | Количество проведённых игр | Штр     | Штрафное время            | +/−     | Плюс-минус |
| Г       | Голы                       | П       | Голевые передачи          | О       | Очки       |
| -       | Статистика неизвестна      | —       | Статистика не учитывалась |         |            |

## Достижения

### Командные
- Двукратный чемпион мира: 2008, 2009
- Бронзовый призёр чемпионата мира: 2007
- Серебряный призёр молодёжного чемпионата мира: 2005, 2006
- Обладатель Кубка Гагарина: 2011, 2025
- Серебряный призёр Кубка Гагарина: 2016, 2023
- Бронзовый призёр Континентальной хоккейной лиги (КХЛ): 2009/10
- Чемпион России: 2014
- Обладатель Кубка Континента: 2009/10, 2014/15, 2015/16, 2024/25
- Финалист Кубка Стэнли: 2020

### Личные
- Обладатель Приза Кларенса Кэмпбелла: 2020
- Самый полезный игрок сезона КХЛ: 2014/15[19]
- Самый ценный игрок плей-офф КХЛ: 2025[20]
- Лучший бомбардир регулярного чемпионата КХЛ: 2010/11[21], 2011/12[22], 2014/15[19]
- Лучший бомбардир плей-офф КХЛ: 2009/10, 2014/15
- В 2010 году забил самый быстрый гол в истории отечественного хоккея (позднее рекорд был побит), отличился на 6-й секунде матч «Салават Юлаев» — «Югра»[23][21]
- Обладатель приза «Золотая клюшка»: 2009/10[24], 2010/11[21], 2014/15[19]
- Обладатель приза «Золотой шлем»: 2009/10[24], 2010/11[21], 2012/13[25], 2014/15[26], 2015/16[27]
- Восьмикратный участник матча звёзд КХЛ: 2009, 2010, 2011, 2012, 2013, 2014, 2016, 2023
- Лучший игрок года Канадской хоккейной лиги (CHL): 2006
- Лучший бомбардир года CHL: 2006
- Лучший бомбардир Главной юниорской хоккейной лиги Квебека (Жан Беливо Трофи): 2006
- Лучший игрок Мемориального кубка (Стэффорд Смайт Мемориал Трофи): 2006
- Обладатель приза Мишель Бриер Мемориал Трофи: 2006
- Лучший атакующий игрок Главной юниорской хоккейной лиги Квебека (Кубок Telus (атака)): 2006

## Награды
- Медаль ордена «За заслуги перед Отечеством» II степени (30 июня 2009 года) — за большой вклад в победу национальной сборной команды России по хоккею на чемпионатах мира в 2008 и 2009 годах[28]

## Личная жизнь
В августе 2015 года женился на гимнастке Дарье Дмитриевой. 11 ноября 2015 года у супругов родился сын Макар. 5 июня 2017 года пара развелась.

## В филателии

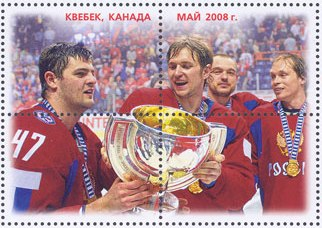
Почтовая марка России, 2008 год

Александр Радулов изображён на почтовой марке, посвящённой победе сборной России на чемпионате мира по хоккею 2008 года (вместе с Д. Гребешковым, А. Марковым, М. Афиногеновым).